# Nederlandse kampioenschappen schaatsen afstanden 2011 - 1000 meter mannen
De 1000 meter mannen op de Nederlandse kampioenschappen schaatsen afstanden 2011 werd gehouden op zaterdag 6 november 2010. Er waren vijf plaatsen te verdelen voor de wereldbeker schaatsen 2010/2011, Stefan Groothuis en Mark Tuitert bezaten een beschermde status. Simon Kuipers werd Nederlands kampioen, voor titelhouder Groothuis en Jan Bos.

## Statistieken

### Uitslag
| #      | Schaatser         | Tijd    |
| ------ | ----------------- | ------- |
| Goud   | Simon Kuipers     | 1.08,87 |
| Zilver | Stefan Groothuis  | 1.08,99 |
| Brons  | Jan Bos           | 1.09,66 |
| 4      | Hein Otterspeer   | 1.09,83 |
| 5      | Sjoerd de Vries   | 1.09,89 |
| 6      | Lars Elgersma     | 1.09,97 |
| 7      | Ronald Mulder     | 1.09,99 |
| 8      | Pim Schipper      | 1.10,01 |
| 9      | Rhian Ket         | 1.10,08 |
| 10     | Koen Verweij      | 1.10,26 |
| 11     | Michel Mulder     | 1.10,28 |
| 12     | Jan Smeekens      | 1.10,44 |
| 13     | Allard Neijmeijer | 1.10,93 |
| 14     | Tim Roelofsen     | 1.11,14 |
| 15     | Thomas Krol       | 1.11,20 |
| 16     | Thom van Beek     | 1.11,69 |
| 17     | Robbert de Rijk   | 1.11,95 |
| 18     | Joep Pennartz     | 1.12,14 |
| 19     | Stevin Hilbrands  | 1.12,28 |
| 20     | Demian Roelofs    | 1.12,35 |
| 21     | Rienk Nauta       | 1.12,59 |
| –      | Jacques de Koning | DQ      |
| –      | Remco Olde Heuvel | DQ      |
| –      | Mark Tuitert      | DQ      |

### Loting
| Rit | Binnenbaan        | Buitenbaan        |
| --- | ----------------- | ----------------- |
| 1   | Rienk Nauta       | Joep Pennartz     |
| 2   | Allard Neijmeijer | Thomas Krol       |
| 3   | Stevin Hilbrands  | Thom van Beek     |
| 4   | Tim Roelofsen     | Robbert de Rijk   |
| 5   | Koen Verweij      | Pim Schipper      |
| 6   | Hein Otterspeer   | Demian Roelofs    |
| 7   | Michel Mulder     | Sjoerd de Vries   |
| 8   | Jan Smeekens      | Jacques de Koning |
| 9   | Lars Elgersma     | Rhian Ket         |
| 10  | Remco Olde Heuvel | Stefan Groothuis  |
| 11  | Mark Tuitert      | Simon Kuipers     |
| 12  | Ronald Mulder     | Jan Bos           |

1987 · 
1988 · 
1989 · 
1990 · 
1991 · 
1992 · 
1993 · 
1994 · 
1995 · 
1996 · 
1997 · 
1998 · 
1999 · 
2000 · 
2001 · 
2002 · 
2003 · 
2004 · 
2005 · 
2006 · 
2007 · 
2008 · 
2009 · 
2010 · 
2011 · 
2012 · 
2013 · 
2014 · 
2015 · 
2016 · 
2017 · 
2018 · 
2019 · 
2020 · 
2021 · 
2022 · 
2023 · 
2024 · 
2025